# Lothar Dresen
Lothar Dresen (* 16. November 1939; † 21. Dezember 2023) war ein deutscher Hochschullehrer und Geophysiker.

## Werdegang
Bis zu seiner Emeritierung im Herbst 2001 leitete er als Professor für Angewandte Geophysik an der Ruhr-Universität Bochum die Arbeitsgruppe Seismik.
Wichtige Forschungsthemen umfassten u. a. Modellseismik und numerische Simulation seismischer Wellenfelder, Flözwellenseismik zur Steinkohleexploration, Oberflächenwellenseismik in der Ingenieurgeophysik, sowie Joint-Inversion. Er übernahm die wissenschaftliche Leitung zahlreicher Mintrop-Seminare. Weiterhin war er Direktoriumsmitglied des Instituts für Berg- und Energierecht der Ruhr-Universität Bochum.
Er war seit 1964 Mitglied der Deutschen Geophysikalischen Gesellschaft. Am 9. April 1999 wurde er zum Ehrenmitglied der Ungarischen Geophysikalischen Gesellschaft ernannt.